# 小行星5574
小行星5574（英語：5574）是一颗围绕太阳公转的小行星。1984年3月20日，茲丹卡·瓦弗洛娃在克列特发现了此天体。
这颗小行星的绝对星等为345.86925等。